# Língua amami
A língua amami (奄美語; Amami) é uma Língua ryukyuana falada nas Ilhas Amami, no Japão. É falada principalmente pela população idosa, as gerações mais jovens falam majoritariamente apenas o japonês.